# Hongarije op het Eurovisiesongfestival 2012
Hongarije nam deel aan het Eurovisiesongfestival 2012 in Bakoe, Azerbeidzjan. Het was de 11de deelname van het land op het Eurovisiesongfestival. MTV was verantwoordelijk voor de Hongaarse bijdrage voor de editie van 2012.

## Selectieprocedure
Hongarije hield voor het eerst sinds 2008 een nationale finale om zijn kandidaat te kiezen. In de afgelopen jaren werd er steeds intern gekozen. Geïnteresseerden kregen van 1 tot en met 30 december 2011 de tijd om nummers in te zenden. Zowel Hongaren als buitenlanders mochten deelnemen aan de nationale voorronde. Twintig artiesten kwalificeerden zich voor de halve finales. Per halve finale gingen vier artiesten door naar de finale. De vakjury koos drie finalisten, het publiek kon via televoting de laatste finalist aanduiden. In de finale stuurde het publiek de beste vier nummers door naar de superfinale, waarna de vakjury besliste wie Hongarije mocht vertegenwoordigen in Bakoe.
Uiteindelijk haalde Compact Disco de eindoverwinning binnen. Hij kreeg van twee van de vier juryleden de voorkeur in de finale. De vakjury bestond uit Viktor Rakonczai, Kati Wolf, Philip Rákay en Jenő Csiszár. Voor de finale beslisten Gabi Tóth en Caramel hun bijdrage te wijzigen.

## A Dal 2012

### Halve finales
28 januari 2012
| Plaats | Artiest                                | Lied                     | Punten |
| ------ | -------------------------------------- | ------------------------ | ------ |
| 1      | Compact Disco                          | Sound of our hearts      | 39     |
| 2      | Gábor Heincz                           | Learning to let go       | 38     |
| 3      | Caramel                                | Vízió                    | 37     |
| 4      | Gabi Tóth                              | Nem kell végszó          | 34     |
| 5      | András Kállay-Saunders                 | I love you               | 32     |
| 6      | Niki Gallusz & Márton Vizy             | Europe, our heart is one | 31     |
| 7      | Barna Pély & Eszter Pál feat. Szalonna | Hangok a szívekért       | 29     |
| 8      | Attila Kökény & Tamara Bencsik         | Állítsd meg az időt!     | 24     |
| 9      | Rudi Krisz                             | A fél veled egész        | 18     |
| 10     | Annamari Dancs                         | Feel                     | 15     |

4 februari 2012
| Plaats | Artiest                 | Lied              | Punten |
| ------ | ----------------------- | ----------------- | ------ |
| 1      | Tibor Gyurcsík          | Back in place     | 39     |
| 2      | Nika                    | This love         | 38     |
| 3      | The Kiralys             | Untried           | 35     |
| 4      | Juli Fábián & Zoohacker | Like a child      | 35     |
| 5      | Anti Fitness Club       | Lesz, ami lesz    | 34     |
| 6      | Péter Puskás            | Csillagok         | 33     |
| 7      | Renáta Tolvai           | Élek a szemeidben | 30     |
| 8      | Gina Kiss               | Chasing dreams    | 29     |
| 9      | Monsoon                 | Dance             | 26     |
| 10     | Sophistic               | Yeah, OK!         | 18     |

### Finale
11 februari 2012
| Volgorde | Artiest                 | Lied                |
| -------- | ----------------------- | ------------------- |
| 1        | The Kiralys             | Untried             |
| 2        | Tibor Gyurcsík          | Back in place       |
| 3        | Gabi Tóth               | Don't save me       |
| 4        | Compact Disco           | Sound of our hearts |
| 5        | Juli Fábián & Zoohacker | Like a child        |
| 6        | Caramel                 | Vertigo             |
| 7        | Nika                    | This love           |
| 8        | Gábor Heincz            | Learning to let go  |

Superfinale
| Plaats | Artiest       | Lied                | Punten |
| ------ | ------------- | ------------------- | ------ |
| 1      | Compact Disco | Sound of our hearts | 2      |
| 2      | Caramel       | Vertigo             | 1      |
| 2      | Gábor Heincz  | Learning to let go  | 1      |
| 4      | The Kiralys   | Untried             | 0      |

## In Bakoe
In Bakoe trad Hongarije aan in de eerste halve finale, op dinsdag 22 mei. Daar eindigde het op de tiende plaats. In de finale behaalde Hongarije de 24ste plaats. 